# Lituanie aux Jeux olympiques d'hiver de 1992
La Lituanie est représentée par aux Jeux olympiques d'hiver de 1992 à Albertville.